# Alexsandro Melo
Alexsandro do Nascimento de Melo (26 settembre 1995) è un lunghista e triplista brasiliano.

## Palmarès
| Anno | Manifestazione             | Sede        | Evento         | Risultato | Prestazione | Note                          |
| ---- | -------------------------- | ----------- | -------------- | --------- | ----------- | ----------------------------- |
| 2013 | Sudamericani juniores      | Resistencia | Salto triplo   | Oro       | 16,24 m     |                               |
| 2015 | Giochi panamericani        | Toronto     | Salto in lungo | 14º (q)   | 7,51 m      |                               |
| 2015 | Mondiali                   | Pechino     | Salto in lungo | nm (q)    | nm (q)      |                               |
| 2018 | Giochi sudamericani        | Cochabamba  | Salto in lungo | Bronzo    | 8,09 m      |                               |
| 2018 | Campionati ibero-americani | Trujillo    | Salto in lungo | 5º        | 7,75 m      |                               |
| 2018 | Campionati ibero-americani | Trujillo    | Salto triplo   | Bronzo    | 15,94 m     |                               |
| 2019 | Universiadi                | Napoli      | Salto in lungo | 11º       | 7,54 m      |                               |
| 2019 | Universiadi                | Napoli      | Salto triplo   | Bronzo    | 16,57 m     |                               |
| 2019 | Giochi panamericani        | Lima        | Salto in lungo | 4º        | 7,77 m      |                               |
| 2019 | Giochi panamericani        | Lima        | Salto triplo   | 8º        | 16,23 m     |                               |
| 2019 | Mondiali                   | Doha        | Salto triplo   | 27º (q)   | 16,26 m     |                               |
| 2019 | Giochi mondiali militari   | Wuhan       | Salto in lungo | 10º       | 7,54 m      |                               |
| 2019 | Giochi mondiali militari   | Wuhan       | Salto triplo   | 7º        | 16,46 m     |                               |
| 2020 | Sudamericani indoor        | Cochabamba  | Salto in lungo | Oro       | 8,08 m      | Miglior prestazione personale |
| 2020 | Sudamericani indoor        | Cochabamba  | Salto triplo   | Oro       | 17,10 m     | Miglior prestazione personale |
| 2021 | Campionati sudamericani    | Guayaquil   | Salto in lungo | Bronzo    | 7,93 m      |                               |
| 2021 | Campionati sudamericani    | Guayaquil   | Salto triplo   | Oro       | 16,97 m     |                               |
| 2021 | Giochi olimpici            | Tokyo       | Salto in lungo | 29º (q)   | 6,95 m      |                               |
| 2021 | Giochi olimpici            | Tokyo       | Salto triplo   | 26º (q)   | 15,65 m     |                               |
| 2022 | Mondiali indoor            | Belgrado    | Salto triplo   | 11°       | 16,07 m     |                               |
| 2022 | Mondiali                   | Eugene      | Salto triplo   | nm (q)    | nm (q)      |                               |
| 2022 | Giochi sudamericani        | Asunción    | Salto in lungo | 8°        | 7,10 m      |                               |
| 2022 | Giochi sudamericani        | Asunción    | Salto triplo   | 5°        | 15,47 m     |                               |